# Пералес-де-Тахунья
Пералес-де-Тахунья (ісп. Perales de Tajuña) — муніципалітет в Іспанії, у складі автономної спільноти Мадрид. Населення — 2894 особи (2010).
Муніципалітет розташований на відстані близько 36 км на південний схід від Мадрида.
На території муніципалітету розташовані такі населені пункти: (дані про населення за 2010 рік)
- Пералес-де-Тахунья: 2719 осіб
- Каміно-де-лас-Пеньюелас: 16 осіб
- Прадо-де-Арріба-Кальєхонес: 18 осіб
- Урбанісасьйон-Вальдепералес: 132 особи
- Ла-Вега: 0 осіб
- Ла-Вегілья: 9 осіб

## Демографія
Динаміка населення (INE ):

## Галерея зображень

Розташування муніципалітету у автономній спільноті Мадрид